# A.J.ヒメネス
アントニオ・ハミル・ヒメネス（スペイン語: Antonio Jamil Jiménez、1990年5月1日 - ）は、プエルトリコのサンフアン出身の元プロ野球選手（捕手）。右投右打。
弟のジョー・ヒメネスもメジャーリーガーである。

## 経歴

### プロ入りとブルージェイズ傘下時代
2008年のMLBドラフト9巡目（全体279位）でトロント・ブルージェイズから指名され、プロ入り。
同年は、傘下のルーキー級ガルフ・コーストリーグ・ブルージェイズでプレーした。19試合に出場して打率.191、5打点、9安打を記録した。
2009年4月8日にA級ランシング・ラグナッツに昇格した。80試合に出場して打率.263、3本塁打、31打点、73安打を記録した。
2010年4月2日に故障者リスト入りした後、19日に復帰した。その後、6月27日にも故障者リスト入りし、7月8日に復帰した。9月1日にA+級ダニーデン・ブルージェイズへ昇格した。
2011年もA+級ダニーデンでプレーした。5月23日に故障者リスト入りした。最終的に102試合に出場して打率.303、4本塁打、屌你老母、52打点、115安打を記録した。
2012年3月31日にAA級ニューハンプシャー・フィッシャーキャッツへ昇格した。5月15日に故障者リスト入りした。最終的に、27試合に出場して打率.257、2本塁打、10打点、27安打を記録した。オフの11月20日にメジャー契約を結び、40人枠に登録された。
2013年3月11日にAA級ニューハンプシャーへ異動となった。5月2日にA+級ダニーデンへ降格した。6月11日にAA級ニューハンプシャーへ昇格した。8月17日にAAA級バッファロー・バイソンズへ昇格した。最終的に3球団合計で67試合に出場して打率.287、4本塁打、38打点、75安打を記録した。
2014年3月9日にAA級ニューハンプシャーへ異動となった。4月7日に故障者リスト入りした後、21日に復帰した。5月26日にAAA級バッファローへ昇格した。8月5日に再び故障者リスト入りした。8月27日に復帰した。最終的にAA級ニューハンプシャーでは、25試合に出場して打率.223、1本塁打、13打点、21安打を記録した。AAA級バッファローでは、58試合に出場して打率.260、2本塁打、24打点、57安打を記録した。
2015年3月18日にAAA級バッファロー・バイソンズへ配属された。4月6日に故障者リスト入りした。4月16日にAA級ニューハンプシャーへ降格した。4月23日にAAA級バッファローへ昇格した。6月4日に再び故障者リスト入りした。
2016年3月28日にヘスス・モンテロの加入に伴ってDFAとなり、4月7日に40人枠を外れる形でAAA級バッファローへ配属された。オフの11月7日にメジャー契約を結んだが、2017年2月9日にJ.P.ハウエルとジョー・スミスの獲得のためDFAとなり、13日に自由契約となった。

### レンジャーズ時代
2017年2月17日にテキサス・レンジャーズとマイナー契約を結んだ。シーズンでは開幕から8月末まで傘下のAAA級ラウンドロック・エクスプレスでプレー。9月1日にメジャー契約を結んでアクティブ・ロースター入りし、6日のアトランタ・ブレーブスとのダブルヘッダー第1試合でメジャーデビューを果たした。この年メジャーでは7試合に出場して打率.083だった。オフの11月6日に40人枠を外れる形でAAA級ラウンドロックへ配属された後、FAとなった。

### 独立リーグ時代
2018年4月13日に独立リーグであるアトランティックリーグのロード・ウォーリアーズと契約した。12試合に出場して打率.204、1本塁打、6打点を記録した。5月24日に引退を表明した。

## 詳細情報

### 年度別打撃成績
| 年 度    | 球 団    | 試 合 | 打 席 | 打 数 | 得 点 | 安 打 | 二 塁 打 | 三 塁 打 | 本 塁 打 | 塁 打 | 打 点 | 盗 塁 | 盗 塁 死 | 犠 打 | 犠 飛 | 四 球 | 敬 遠 | 死 球 | 三 振 | 併 殺 打 | 打 率 | 出 塁 率 | 長 打 率 | O P S |
| -------- | -------- | ----- | ----- | ----- | ----- | ----- | -------- | -------- | -------- | ----- | ----- | ----- | -------- | ----- | ----- | ----- | ----- | ----- | ----- | -------- | ----- | -------- | -------- | ----- |
| 2017     | TEX      | 7     | 13    | 13    | 0     | 1     | 0        | 0        | 0        | 1     | 0     | 0     | 0        | 1     | 0     | 0     | 0     | 0     | 7     | 1        | .083  | .083     | .083     | .167  |
| MLB：1年 | MLB：1年 | 7     | 13    | 13    | 0     | 1     | 0        | 0        | 0        | 1     | 0     | 0     | 0        | 1     | 0     | 0     | 0     | 0     | 7     | 1        | .083  | .083     | .083     | .167  |

### 背番号
- 53（2017年）